# Ricardo Wolf

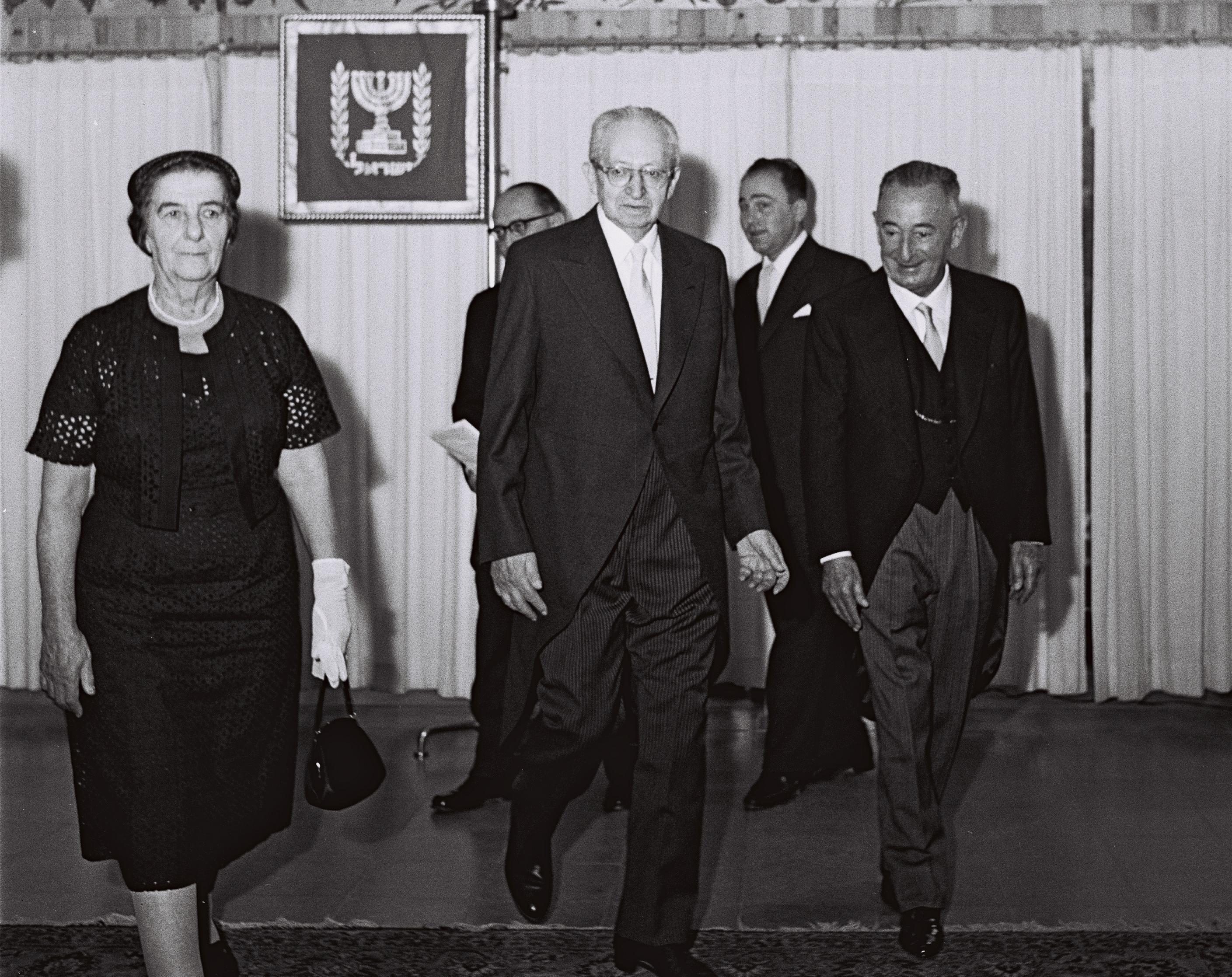
Ricardo Wolf (rechts)

Ricardo Wolf, auch Ricardo Subirana y Lobo, (* 1887 als Richard Riegel Wolf in Hannover; † 1981 in Herzlia, Israel) war ein deutsch-kubanischer Erfinder, Diplomat und Philanthrop.

## Biografie
Ricardo Wolf wuchs als eines von 14 Kindern des Ehepaars Marianne (geb. Neumann) und Moritz Wolf auf. 1913 wanderte Wolf zunächst zeitweise nach Kuba aus. Dort entwickelte er eine Optimierung beim Eisenschmelzen, die weltweite Anwendung fand und ihm so zu erheblichem Wohlstand verhalf. Er heiratete 1924 in Laatzen die 1900 geborene Francisca Subirana, eine berühmte spanische Tennisspielerin. In der Folge nannte er sich Ricardo Subirana Lobo.
Politisch und finanziell unterstützte er in den 1950er Jahren Fidel Castro in dessen Kampf gegen die Herrschaft Fulgencio Batistas. Nach der Kubanischen Revolution hatte ihm Castro den Posten des Finanzministers angeboten, was Wolf jedoch ablehnte und es stattdessen vorzog, Kuba als Botschafter in Israel zu vertreten. Dies tat er ab der Aufnahme diplomatischer Beziehungen im Jahr 1960 bis zum Abbruch derselben durch Kuba im September 1973, wobei er sowohl das Gebäude als auch die Betriebskosten der Botschaft aus seinen privaten Mitteln finanzierte. Über den von Fidel Castro beim Gipfeltreffen der Bewegung der Blockfreien Staaten in Algier überraschend verkündeten Abbruch war Wolf nicht vorab informiert worden. Anschließend blieb er für den Rest seines Lebens in Israel, wo er zusammen mit seiner Frau 1975 die Wolf-Stiftung gründete, die seit 1976 jährlich in sechs Sparten „für Errungenschaften zum Wohle der Menschheit und freundschaftliche Beziehungen unter den Völkern“ den Wolf-Preis vergibt.